# Rue Berzélius
Ne pas confondre avec le passage Berzélius, situé à proximité.
La rue Berzélius est une voie située dans le quartier des Épinettes du 17e arrondissement de Paris.

## Situation et accès
La rue Berzélius est desservie par les lignes 13 et 14 du métro à la station Porte de Clichy et par la ligne C du RER et la ligne 3b du tramway d'Île-de-France à la gare de la Porte de Clichy et par la ligne 13 à la station Brochant.

## Origine du nom
Elle porte le nom du chimiste suédois Jean-Jacques Berzélius (1779-1848).

## Historique
Cette rue est formée de 2 parties : la première partie située entre l'avenue de Clichy et la rue de La Jonquière est ouverte par arrêté du 18 janvier 1859 sous le nom de « rue Saint-Germain » et située sur l'ancienne commune des Batignolles. Cette partie est classée dans la voirie parisienne par décret du 23 mai 1863.
La seconde partie située entre la rue de La Jonquière et la rue du Colonel-Manhès est ouverte en 1863 sous le nom de « rue Saint-Germain-Prolongée ».
Par décret du 24 août 1864, la rue Saint-Germain prend le nom de « rue Berzélius » et la rue Saint-Germain-Prolongée devient la « rue Berzélius-Prolongée ».
La partie de la rue Berzélius-Prolongée, parallèle à la ligne de Petite Ceinture, a été incorporée à la rue du Colonel-Manhès.
Par arrêté municipal du 28 août 1997, la rue Berzélius-Prolongée prend le nom de « rue Berzélius ».

## Bâtiments remarquables et lieux de mémoire
- La rue termine à la ligne de Petite Ceinture.